# Scottish Ontario Chambers
Scottish Ontario Chambers (auch Trust Building, französisch Édifice Trust) ist der Name eines denkmalgeschützten Geschäftshauses am Confederation Square in der kanadischen Hauptstadt Ottawa. Es ist seit 1983 als Gebäude des nationalen Kulturerbes klassifiziert.

## Lage und Beschreibung
Das Gebäude mit der Adresse 42-50 Sparks Street liegt an der Ecke zur Elgin Street im gleichen Häuserblock, wie das Gebäude Central Chambers, mit dem es über das Hochhaus The Chambers verbunden ist.
Das vierstöckige Gebäude ist im oberen Teil aus rotem Ziegelstein gemauert.

## Geschichte
Es wurde 1883 von der Scottish Ontario and Manitoba Land Company im Italianate-Stil erbaut. Seit 2011 ist der Real-Estate-Investment-Trust Allied Eigentümer.
Hauptmieter ist die National Capital Commission.